# Bataille de Dcheira
 (avril 2018).
Guerre d'Ifni
La bataille de Dcheira, (ou "la bataille d'Edchera") est une bataille qui a eu lieu le 13 janvier 1958 à Dcheira (it) (en espagnol : Edchera), au Nord de Laayoune (El Aaiún). Dans le cadre de la guerre d'Ifni, l'Armée de libération nationale du Maroc (ALN) mène des opérations militaires contre les troupes coloniales espagnoles pour libérer Ifni, Tarfaya, et le Sahara espagnol.
Après avoir obtenu son indépendance en 1956 (sous le règne du sultan Mohammed V), le Maroc a manifesté son intérêt pour la décolonisation des possessions espagnoles, en se fondant sur les liens historiques et géographiques avec cette région.

## Déroulement
Le 12 janvier 1958, le Maroc attaque la garnison espagnole à El Aaiún, Laâyoune. L'offensive échoue. Vaincus et repoussés par les Espagnols, les combattants marocains de l'ALN battent en retraite vers le sud-est. Cependant une autre occasion d'attaquer se présente dès le lendemain, lorsque 350 hommes de deux compagnies espagnoles du 13e bataillon légionnaire effectuent une mission de reconnaissance à Edchera. Invisibles depuis leurs positions dans les dunes, environ 500 combattants marocains ouvrent le feu.
Embusqués dès 10 heures du matin dans la Sakia El Hamra, les légionnaires espagnols résistent pour maintenir leur position, repoussant les attaques avec des tirs de mortier, l'envoi de 324 grenades, et des armes légères. Le combat durera jusqu'à la tombée de la nuit. Attaqué par l'ALN sur le front et les flancs, et le faisait à une si courte distance que cette bataille sera caractérisée par des combats constants au corps-à-corps avec baïonnettes. Manquant d'eau, déplorant de nombreux blessés et un rapide manque de munitions, les légionnaires se replient en défense et évacuent leurs blessés, grâce à Fadrique Castromonte et Juan Maderal Oleaga qui armés de mitraillettes sont restés couvrir leur repli jusqu'à leurs morts.
Les Marocains touchés par de lourdes pertes (environ 200 hommes), se retirent dans l'obscurité lorsque leur effectif est insuffisant pour poursuivre le combat.
L'armée espagnole déplore 37 morts et 50 blessés (ou 78 blessés selon d'autres sources) dans ses rangs.
En février 1958, les troupes franco-espagnoles lancent une offensive de grande envergure qui permet de démanteler l'Armée de libération Marocaine au Sahara espagnol. Pour la première fois, des attaques aériennes sont lancées, la France et l'Espagne déployant 130 appareils (60 espagnols et 70 français). Sur le sol sont intervenus 9 000 soldats espagnols et 5 000 français. Le lieutenant-général Lopez Valencia, capitaine général des îles Canaries, commandait les forces espagnoles.
Attaquée par air et au sol, l'Armée de libération marocaine a déploré 150 morts. Le 10 février, l’armée espagnole, organisée en colonne motorisée, expulse les Marocains qui occupaient Edchera puis Tafoudart et Smara.

## Symboles
Le Maroc commémore chaque année avec grande fierté l'épopée de la bataille de Dcheira. Malgré les lourdes pertes humaines, les actions militaires menés par l'ANL en 1958 ont conduit à la rétrocession de la province de Tarfaya au Maroc par l'Espagne, libéré par les soldats marocains qui acceptent de s'en retirer le temps d'une rétrocession officielle, et cela afin d'apaiser les tensions, la suite du combat pour la fin de l'occupation du Sahara sera diplomatique, le Maroc célèbre la victoire de ses troupes qui ont ainsi participé à la " récupération des Provinces du Sud " et à "l'intégrité territoriale du Maroc". Francisco Fadrique Castromonte a reçu la Croix Laureada de San Fernando en 1960, à titre posthume. Juan Maderal Oleaga, a reçu la Croix de San Fernando en 1966, à titre posthume. La Croix de San Fernando est la plus haute décoration militaire en Espagne.
À ce jour, il y a huit survivants espagnols du combat d'Edchera. Le 13 janvier 2018, cinq de ces anciens combattants se sont rendus au quartier général de la brigade Alfonso XIII de la Légion pour commémorer cette bataille de 1958.